# 子里甲乡
子里甲乡，是中华人民共和国云南省怒江傈僳族自治州福贡县下辖的一个乡镇级行政单位,人口0.8801万（2000年）。

## 行政区划
子里甲乡下辖以下地区：
子里甲村、俄科罗村、腊母甲村、金秀谷村和亚谷村。